# Cheilosia aratica
Cheilosia aratica är en tvåvingeart som beskrevs av Barkalov 1978. Cheilosia aratica ingår i släktet örtblomflugor, och familjen blomflugor. Inga underarter finns listade i Catalogue of Life.